# パスニ
パスニ（バローチー語：پسنی 英語：Pasni）は、パキスタンバロチスタン州南部にある湾岸都市。
人口は3万3千人と言われる。この町は豊かな港を持ち漁業も行われるようだ。いわゆる漁港都市である。町はアラビア海にはさまれている。